# Škoda Kamiq (Китай)
Škoda Kamiq — субкомпактный кроссовер, выпускаемый чешским производителем Škoda Auto с 2018 года.

## Описание
Автомобиль Škoda Kamiq был представлен в Китае в апреле 2018 года. Серийно автомобиль производится с июня 2018 года. Занимает второе место в иерархии после Škoda Karoq.
В семейство с 2020 года также входит спортивный вариант Škoda Kamiq GT.

## Галерея

### Škoda Kamiq
- Вид спереди
- Вид сзади

### Škoda Kamiq GT
- Вид спереди
- Вид сзади

## Продажи
| Год  | Продано |
| ---- | ------- |
| 2018 | 37143   |
| 2019 | 52660   |
| 2020 | 40039   |